# 유효통
유효통(兪孝通)은 조선의 문신, 의학자이다. 자는 행원, 본관은 기계이다.
태종 때 문과에 급제하였으며, 세종 때 중시에도 급제하여 집현전 직제학을 지냈다. 1431년 노중례와 함께 약용 식물을 정리한 의학 서적인 《향약채집월령》, 《향약집성방》을 편찬하였다.